# México FC (España)
El México Fútbol Club S.A.D.  es un club de fútbol de San Blas-Canillejas (Comunidad de Madrid) en España. Fue filial del Club de Fútbol Rayo Majadahonda desde 2020 al 2023, con el nombre de Club Deportivo Básico Paracuellos Antamira. Anteriormente conocido como Fútbol Alcobendas Sport, tenían su sede y disputaban sus encuentros como locales en Alcobendas, municipio cerca de Madrid (España).
Milita en el Grupo VII de la Tercera Federación.
En la temporada 2023-2024 jugó con el nombre de Paracuellos MX y para la temporada 2024-2025 juega con el nombre de México FC.
El club dispone de una amplia academia plagada de jóvenes talentos desde prebenjamines disputando las divisiones mas exigentes de la capital donde en la categoría cadetes destacamos el cadete A que se encuentra actualmente en superliga donde ascendió la temporada pasada y por otro lado la categoría de juveniles donde los cuatro equipos se encuentran en posiciones óptimas ya sea líderes o en posiciones de ascenso en sus correspondiente grupos y divisiones.

## Historia
El club se fundó en 1995 a nivel federativo, tras haber competido durante dos años en la Liga Municipal. Se llamaba Caballo de Troya y quedó campeón de liga durante los dos años. El presidente de la entidad y fundador del club, Nicolás Henríquez, se había comprometido a que si quedaba campeón hacerlo federado, por lo que en 1995 se registró en la Comunidad con el nombre de Soto de la Moraleja y empezó a competir en Tercera Regional. 
Estuvo varios años compitiendo en Regional y consiguiendo varios ascensos de categoría. En la temporada 2005-06 ascendió a Tercera División y cambió su nombre a "Soto de Alcobendas". Después del primer año en Tercera División cambió la directiva y fue su presidente Pablo Córdoba. 
En 2009 disputó su primera eliminatoria de Ascenso a 2.ªB contra la Sociedad Deportiva Noja. Empataron el primer partido en casa (1-1) y perdió en Noja (2-0) por lo que fueron eliminados. En la temporada 2010/11, por primera y única vez en su historia, el equipo queda campeón del grupo madrileño. Disputó la eliminatoria de ascenso contra el Valencia Mestalla, en el que jugaban jugadores de la talla como Guaita, Paco Alcácer, e Isco. Perdió a las primeras de cambio y pasó a la repesca ante el Mairena, eliminatoria que ganó y pasó a la final ante la Arandina F. C., eliminatoria que perdió. Después disputó la primera eliminatoria de Copa del Rey ante el Lanzarote en agosto de 2011, que perdió por 0-1. 
En la temporada 2014/15 hay cambio de directiva y fue su presidente Jesús Marín. El equipo quedó en tercera posición y volvieron a jugar las eliminatorias de ascenso pero quedaron eliminados en la primera ronda al perder contra el C.D. Gerena.
En la temporada 2016/17 el equipo se clasifica para las eliminatorias de ascenso como terceros de grupo. Llegaron a la final tras derrotar en la primera ronda al SD Logroñés y en la segunda a la Gimnástica de Torrelavega; sin embargo, perdieron en la última ronda ante el C.F. Lorca Deportiva.
En la temporada 2018/19 cambio en la directiva del club, presidente Ismael Rodríguez. El equipo terminó tercero y llegó a la final de las eliminatorias de ascenso. Venció en la primera ronda al Lorca C.F y en la segunda ronda al Zamora C.F, pero perdió en la final ante el Villarrubia C.F.
En la temporada 2019/20 el club cambia de presidente, Emilio Julián Fernández.  El jugador del Atlético de Madrid Thomas Partey compró una parte en el club junto con su representante José Jiménez y su hijo. Durante los últimos partidos de esa temporada el club se traslada a disputar sus partidos a la localidad de Paracuellos del Jarama. 
En la temporada 2020/2021 el club se traslada definitivamente a Paracuellos, pasando a ser filial del Rayo Majadahonda con el nuevo nombre de C. D. B. Paracuellos Antamira y nuevo escudo.
En agosto de 2023, un grupo mexicano de inversionistas compró el club para lanzar el proyecto llamado México FC; el club inicialmente cambió de nombre a Paracuellos MX para la temporada 2023-24, en la campaña 2024-25 oficialmente se cambió el nombre a México FC.

### Denominaciones
A continuación se listan las que ha dispuesto el equipo durante su historia:
- 1995-2005: Soto de la Moraleja Club de Fútbol
- 2005-2007: Soto de Alcobendas Club de Fútbol
- 2007-2020: Fútbol Alcobendas Sport
- 2020-2021: Club Deportivo Básico Paracuellos Antamira
- 2021-2023: Club Deportivo Básico Paracuellos Antamira - Majadahonda
- 2023-2024: Club Deportivo Paracuellos MX SAD
- 2024-Actualidad: México Club de Fútbol SAD

## Uniforme
- Uniforme titular: Camiseta blanca, pantalón blanco y medias blancas.
- Uniforme visitante: Camiseta rojo, pantalón rojo y medias rojas.

## Estadio
Su terreno oficial para la temporada 2025-26 es el Centro Deportivo Municipal San Blas.
En la temporada 2024-25 fue el Campo Municipal de Paracuellos, con una capacidad estimada de 2500 plazas. Durante la temporada 2020/21 también ha utilizado las Instalaciones Deportivas de La Oliva, con una grada con capacidad para 250 espectadores y ubicadas en Majadahonda.
El emplazamiento del equipo no era fijo hasta su ascenso a Tercera, jugando en diversos campos de la ciudad como el Campo de Navarra o el polideportivo Alcobendas.

## Temporadas
| Temporada | Nivel | Liga                           | Posición | Copa del Rey |
| --------- | ----- | ------------------------------ | -------- | ------------ |
| 1995/96   | 8     | 3.ª Categoría de Aficionados   | 16.º     |              |
| 1996/97   | 8     | 3.ª Categoría de Aficionados   | 7.º      |              |
| 1997/98   | 8     | 3.ª Categoría de Aficionados   | 2.º      |              |
| 1998/99   | 7     | 2.ª Categoría de Aficionados   | 1.º      |              |
| 1999/00   | 6     | 1.ª Categoría de Aficionados   | 12.º     |              |
| 2000/01   | 6     | 1.ª Categoría de Aficionados   | 2.º      |              |
| 2001/02   | 5     | Regional Preferente            | 17.º     |              |
| 2002/03   | 6     | 1.ª Categoría de Aficionados   | 4.º      |              |
| 2003/04   | 6     | 1.ª Categoría de Aficionados   | 1.º      |              |
| 2004/05   | 5     | Regional Preferente            | 14.º     |              |
| 2005/06   | 5     | Regional Preferente            | 1.º      |              |
| 2006/07   | 4     | Tercera División               | 14.º     |              |
| 2007/08   | 4     | Tercera División               | 7.º      |              |
| 2008/09   | 4     | Tercera División               | 4.º      |              |
| 2009/10   | 4     | Tercera División               | 16.º     |              |
| 2010/11   | 4     | Tercera División               | 1.º      |              |
| 2011/12   | 4     | Tercera División               | 8.º      |              |
| 2012/13   | 4     | Tercera División               | 14.º     |              |
| 2013/14   | 4     | Tercera División               | 11.º     |              |
| 2014/15   | 4     | Tercera División               | 3.º      |              |
| 2015/16   | 4     | Tercera División               | 12.º     |              |
| 2016/17   | 4     | Tercera División               | 3.º      |              |
| 2017/18   | 4     | Tercera División               | 7.º      |              |
| 2018/19   | 4     | Tercera División               | 3.º      |              |
| 2019/20   | 4     | Tercera División               | 18.º     |              |
| 2020/21   | 4     | Tercera División - Grupo VII-A | 9.º      |              |
| 2021/22   | 5     | Tercera División RFEF          | 5.º      |              |
| 2022/23   | 5     | Tercera Federación             | 4.º      |              |
| 2023/24   | 5     | Tercera Federación             | 11.º     |              |
| 2024/25   | 5     | Tercera Federación             | 12.º     |              |

- 0 temporadas Primera División
- 0 temporadas Segunda División
- 0 temporadas Segunda División B
- 15 temporadas Tercera División

- Debut en Tercera División: 2006-07
- Mejor puesto en la liga: 1.º (Tercera División temporada 2010/11)

## Escudos
| Evolución Escudos            | Evolución Escudos                        | Evolución Escudos                   | Evolución Escudos                    | Evolución Escudos | Evolución Escudos |
| ---------------------------- | ---------------------------------------- | ----------------------------------- | ------------------------------------ | ----------------- | ----------------- |
| Archivo:Alcobendas Sport.png | Archivo:Fútbol Alcobendas Sport logo.png | Archivo:CD Paracuellos Antamira.png | Archivo:CDB Paracuellos Antamira.png |                   |                   |
| 2007–2014                    | 2016–2020                                | 2020–2022                           | 2022–2023                            | 2023–2024         | 2024–present      |

## Palmarés

### Campeonatos nacionales
- Tercera División de España (1): 2010-11 (Gr. VII) (como Alcobendas Sport)

### Campeonatos regionales
- Regional Preferente de Madrid (1): 2005-06 (Gr. 1) (como Soto de Alcobendas C. F.).[7]
- Primera Regional de Madrid (1): 2003-04 (Gr. 1) (como Soto de la Moraleja C. F.).[8]
- Copa RFEF (Fase Regional de Madrid) (1): 2018-19 (como Alcobendas Sport).[9]
- Subcampeón de la Primera Regional de Madrid (1): 2000-01 (Gr. 2) (como Soto de la Moraleja C. F.).[10]
- Subcampeón de la Segunda Regional de Madrid (1): 1998-99 (Gr. 1) (como Soto de la Moraleja C. F.).[11]
- Subcampeón de la Tercera Regional de Madrid (1): 1997-98 (Gr. 2) (como Soto de la Moraleja C. F.).[12]
- Subcampeón de la Copa RFEF (Fase Regional de Madrid) (3): 2015-16,[13] 2016-17[14] y 2017-18[15] (todos como Alcobendas Sport).

### Trofeos amistosos
- Trofeo Premiummadrid (1): 2014 (como Alcobendas Sport).[16]